# 鞍山书院
鞍山书院，位于中华人民共和国浙江省丽水市遂昌县云峰街道，是浙江省省级文物保护单位之一。
2017年1月19日，鞍山书院被列入第七批浙江省文物保护单位，该文物保护单位是一座古建筑。